# Sevrai
Sevrai est une commune française, située dans le département de l'Orne en région Normandie, peuplée de 285 habitants.

## Géographie
| Écouché-les-Vallées (comm. dél. de Batilly)              | Écouché-les-Vallées (comm. dél. de Serans) | Écouché-les-Vallées (comm. dél. de Écouché) |
| Écouché-les-Vallées (comm. dél. de Saint-Ouen-sur-Maire) | Sevrai                                     | Joué-du-Plain                               |
| Saint-Brice-sous-Rânes                                   | Joué-du-Plain                              | Joué-du-Plain                               |

### Hydrographie
La commune est située dans le bassin Seine-Normandie. Elle est drainée par l'Orne, l'Udon, la Maire, le Guemondet, le ruisseau de Gosu et divers autres petits cours d'eau,.
L'Orne, d'une longueur de 170 km, prend sa source dans la commune d'Aunou-sur-Orne et se jette  dans l'embouchure de l'Orne à Merville-Franceville-Plage, après avoir traversé 60 communes.
L'Udon, d'une longueur de 28 km, prend sa source dans la commune de Chahains et se jette  dans l'Orne en limite de la commune et d'Écouché-les-Vallées, après avoir traversé dix communes. Les caractéristiques hydrologiques du Loison sont données par la station hydrologique située sur la commune d'Écouché-les-Vallées. Le débit moyen mensuel est de 1,44 m3/s. Le débit moyen journalier maximum est de 20,2 m3/s, atteint lors de la crue du 28 décembre 1999. Le débit instantané maximal est quant à lui de 25,7 m3/s, atteint le 26 mars 2006.
La Maire, d'une longueur de 16 km, prend sa source dans la commune de Rânes et se jette  dans l'Orne en limite de Écouché-les-Vallées et de Sevrai, après avoir traversé sept communes.

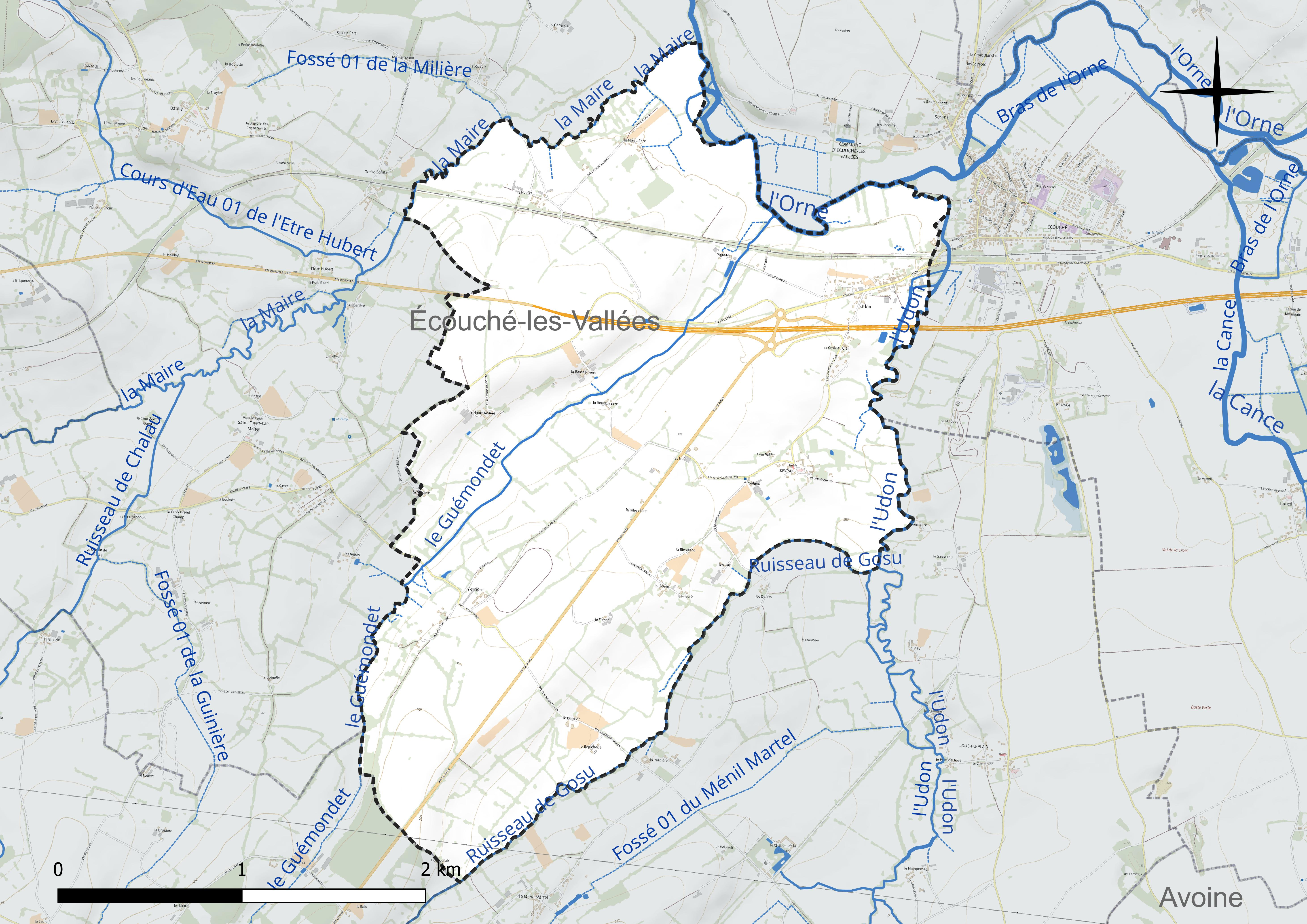
Réseau hydrographique de Sevrai.

### Climat
Pour des articles plus généraux, voir Climat de la Normandie et Climat de l'Orne.
En 2010, le climat de la commune est de type climat océanique altéré, selon une étude du CNRS s'appuyant sur une série de données couvrant la période 1971-2000. En 2020, Météo-France publie une typologie des climats de la France métropolitaine dans laquelle la commune est exposée à un climat océanique et est dans la région climatique Normandie (Cotentin, Orne), caractérisée par une pluviométrie relativement élevée (850 mm/a) et un été frais (15,5 °C) et venté. Parallèlement le GIEC normand, un groupe régional d’experts sur le climat, différencie quant à lui, dans une étude de 2020, trois grands types de climats pour la région Normandie, nuancés à une échelle plus fine par les facteurs géographiques locaux. La commune est, selon ce zonage, exposée à un « climat contrasté des collines », correspondant au Bocage normand, bien arrosé, voire très arrosé sur les reliefs les plus exposés au flux d’ouest, et frais en raison de l’altitude.
Pour la période 1971-2000, la température annuelle moyenne est de 10,5 °C, avec une amplitude thermique annuelle de 13,4 °C. Le cumul annuel moyen de précipitations est de 777 mm, avec 11,7 jours de précipitations en janvier et 7,3 jours en juillet. Pour la période 1991-2020, la température moyenne annuelle observée sur la station météorologique la plus proche, située sur la commune d'Argentan à 10 km à vol d'oiseau, est de 11,1 °C et le cumul annuel moyen de précipitations est de 691,9 mm,. Pour l'avenir, les paramètres climatiques de la commune estimés pour 2050 selon différents scénarios d’émission de gaz à effet de serre sont consultables sur un site dédié publié par Météo-France en novembre 2022.

## Urbanisme

### Typologie
Au 1er janvier 2024, Sevrai est catégorisée commune rurale à habitat dispersé, selon la nouvelle grille communale de densité à sept niveaux définie par l'Insee en 2022.
Elle est située hors unité urbaine. Par ailleurs la commune fait partie de l'aire d'attraction d'Argentan, dont elle est une commune de la couronne,. Cette aire, qui regroupe 50 communes, est catégorisée dans les aires de moins de 50 000 habitants,.

### Occupation des sols
L'occupation des sols de la commune, telle qu'elle ressort de la base de données européenne d’occupation biophysique des sols Corine Land Cover (CLC), est marquée par l'importance des territoires agricoles (95,7 % en 2018), en diminution par rapport à 1990 (99,1 %). La répartition détaillée en 2018 est la suivante : 
prairies (61,2 %), terres arables (34,2 %), zones industrielles ou commerciales et réseaux de communication (3,1 %), zones urbanisées (1,2 %), zones agricoles hétérogènes (0,3 %). L'évolution de l’occupation des sols de la commune et de ses infrastructures peut être observée sur les différentes représentations cartographiques du territoire : la carte de Cassini (XVIIIe siècle), la carte d'état-major (1820-1866) et les cartes ou photos aériennes de l'IGN pour la période actuelle (1950 à aujourd'hui).

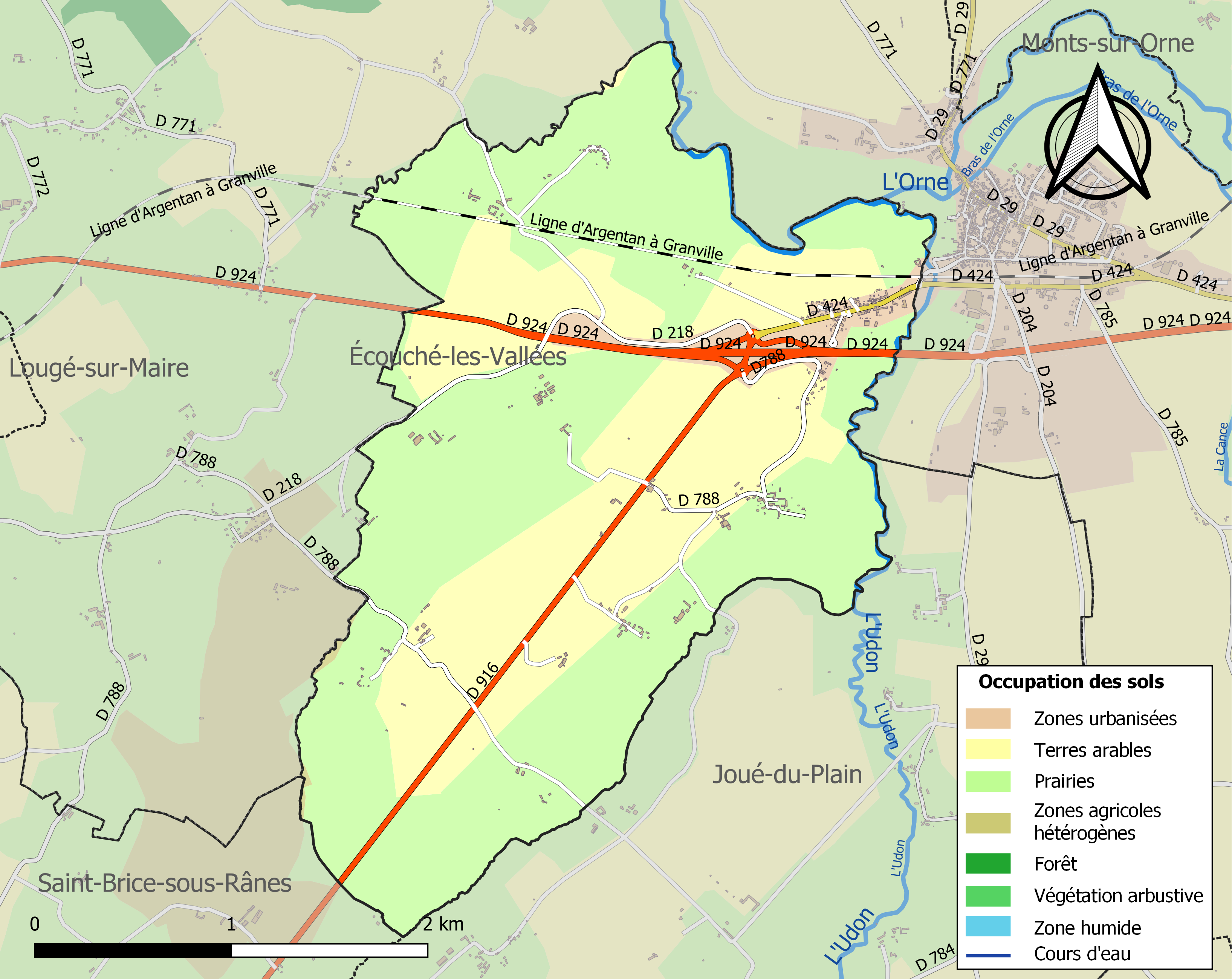
Carte des infrastructures et de l'occupation des sols de la commune en 2018 (CLC).

## Toponymie
Le nom de la localité est attesté sous la forme Sevrayum en 1373.
Le gentilé est Sevrayen.

## Politique et administration
| Période                                  | Période  | Identité          | Étiquette | Qualité     |
| ---------------------------------------- | -------- | ----------------- | --------- | ----------- |
| 1983                                     | En cours | Jean-Marie Bisson | SE        | Agriculteur |
| Les données manquantes sont à compléter. |          |                   |           |             |

Le conseil municipal est composé de onze membres dont le maire et deux adjoints.

## Démographie
L'évolution du nombre d'habitants est connue à travers les recensements de la population effectués dans la commune depuis 1793. Pour les communes de moins de 10 000 habitants, une enquête de recensement portant sur toute la population est réalisée tous les cinq ans, les populations de référence des années intermédiaires étant quant à elles estimées par interpolation ou extrapolation. Pour la commune, le premier recensement exhaustif entrant dans le cadre du nouveau dispositif a été réalisé en 2007.
En 2022, la commune comptait 285 habitants, en évolution de +12,2 % par rapport à 2016 (Orne : −3,21 %, France hors Mayotte : +2,11 %).
Sevrai a compté jusqu'à 578 habitants en 1806.
| 1793 | 1800 | 1806 | 1821 | 1836 | 1841 | 1846 | 1851 | 1856 |
| ---- | ---- | ---- | ---- | ---- | ---- | ---- | ---- | ---- |
| 570  | 465  | 578  | 470  | 511  | 517  | 514  | 451  | 503  |

| 1861 | 1866 | 1872 | 1876 | 1881 | 1886 | 1891 | 1896 | 1901 |
| ---- | ---- | ---- | ---- | ---- | ---- | ---- | ---- | ---- |
| 435  | 446  | 469  | 416  | 340  | 342  | 348  | 328  | 319  |

| 1906 | 1911 | 1921 | 1926 | 1931 | 1936 | 1946 | 1954 | 1962 |
| ---- | ---- | ---- | ---- | ---- | ---- | ---- | ---- | ---- |
| 306  | 276  | 236  | 250  | 240  | 266  | 248  | 270  | 229  |

| 1968 | 1975 | 1982 | 1990 | 1999 | 2006 | 2007 | 2012 | 2017 |
| ---- | ---- | ---- | ---- | ---- | ---- | ---- | ---- | ---- |
| 213  | 214  | 209  | 194  | 209  | 217  | 218  | 243  | 256  |

| 2022 | - | - | - | - | - | - | - | - |
| ---- | - | - | - | - | - | - | - | - |
| 285  | - | - | - | - | - | - | - | - |

## Lieux et monuments
- Église Saint-Clair-et-Notre-Dame-de-la-Nativité du XIXe siècle.